# Margo Glantz
Margo Glantz (Mexikóváros, 1930. január 28. –) orosz származású mexikói írónő és esszéíró.
Margo Glantz Oroszországból Mexikóba emigrált zsidó család sarjaként született Mexikóvárosban. Apja, Jacobo Glantz (szintén író), anyja Elizabeth (Lucia) Shapiro, aki 1997-ben hunyt el 94 éves korában.

## Élete
Glantz 1947-től 1953-ig irodalom- és színháztudományt valamint művészettörténetet tanult a mexikóvárosi egyetemen (UNAM), ahol olyan rendkívüli tanárszemélyiséget tudhatott oktatói között mint, Alfonso Reyest, Julio Torrit, Agustín Yáñezt, Samuel Ramost és Leopoldo Zeat. 1953-ban akkori férjével, Francisco López Cámarával öt évre Párizsba költöztek, ahol a Sorbonne-on spanyol irodalomból doktorált. Disszertációjának címe El exotismo francés en México (de 1847 a 1867) (A francia exotizmus Mexikóban 1847 és 1867 között) volt. Mexikóba való visszatérése után több felsőoktatási intézményben, többek között a mexikóvárosi egyetemen (UNAM) oktatott esztétikát, színháztörténetet, mexikói irodalomtörténetet és összehasonlító irodalomtudományt. 1959-ben született első lánya Alina. Újságokban és hetilapokban számtalan cikke és recenziója is megjelent.
1964-ben adták ki első könyvét, Viajes en México, Crónicas extranjeras (Mexikói utazások, egy külföldi beszámoló), amelynek anyagát még párizsi tartózkodása idején gyűjtötte össze. 1966-ban meghívták professzornak a Mexikóvárosi Egyetemre (UNAM), ahol összehasonlító irodalmat és spanyol irodalmat tanított. Ugyanabban az évben megalapította a Punto de Partida (Kezdőpont) hetilapot amelyet 1969-ig szerkesztett. Egyidejűleg a Mexikói Zsidók Kulturális Egyesületét (Instituto Cultural Mexicano Israelí)is irányította. 1970-ben másodszor is megházasodott (Luis Mario Schneider), második férjétől született Renata nevű lánya. Ebben az évben hívták meg New Jerseybe a Montclair State College-ba oktatni, és megjelent úttörő irodalomtörténeti műve, Onda y escritura en México, jóvenes de 20 a 33 címmel. Ez lett aztán egy új, mexikói irodalmi irányzat neve is. Miután elvált második férjétől is, Glantz 1974-ben visszatért Mexikóba és újra a Mexikóvárosi Egyetemen kezdett el tanítani. Első irodalmi műve Las mil y una calorías, novela dietética (1001 kalória, diétás regény) 1978-ban jelent meg, amelyet egy egész sor újabb esszé és regény követett. 1982-ben meghalt apja, aki egy évvel korábban megjelent önéletrajzi regényében a Las genealogíasban sokszor említésre került. 1983-ban a Mexikói Nemzeti Szépművészeti Intézet irodalmi vezetője lett. 1984-ben Premio Xavier Villaurrutia díjjal tüntették ki. 1986-tól aztán két évig Mexikó londoni nagykövetségén volt kultúrattasé. 1995 óta a Mexikói Akadémia rendes tagja.